# リリー・シュタインシュナイダー

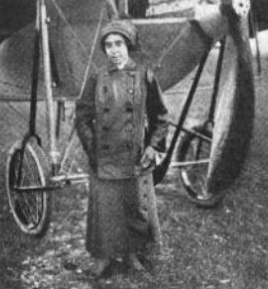
リリー・シュタインシュナイダー (1912年)

リリー・シュタインシュナイダー（Helene Lilly Steinschneider-Wenckheim、ハンガリー名：Steinschneider Wenckheim-Helene Lilly、 1891年1月13日 - 1975年3月28日）はハンガリー、（オーストリア・ハンガリー帝国）最初の女性パイロットである。

## 生涯・業績
ブダペストのユダヤ系の裕福な家に生まれた。1910年にブダペストで開かれた飛行競技会をみて航空を志した。 ウィーン南方のウィーナー・ノイシュタットにあった飛行学校においてカール・イルナーの訓練を受け、1912年8月15日、ハンガリーで4番目の飛行士免許を得た。
オーストリアの航空会社に雇われ、タウベ (航空機)に乗り各地の飛行競技会や展示飛行に参加した。 1913年のアスペルンの飛行大会に参加し注目を集める。1914年に結婚してチェコに移り住んだ。 夫のヨハン・エヴァンゲリスト（ハンス光太郎）はクーデンホーフ＝カレルギー家の第3代当主で、初代の伯爵ハインリヒとクーデンホーフ光子（青山みつ、第2代当主）の長男。
その後第一次世界大戦が始まり民間航空が活力を失ったことなどから飛行をやめた。 ナチスの台頭によってイタリアに移住し、そこで離婚した。 戦後はフランスで暮らし、最後はスイスのジュネーヴで没した。 彼女の業績を称え、ウィーナー・ノイシュタットには Lilly-Steinschneider の名を冠した街路がある。